# Alwine Wellmann
Alwine Wellmann (* 24. Februar 1891 in Osnabrück; † 17. April 1966 ebenda) war eine deutsche Politikerin (SPD).

## Leben

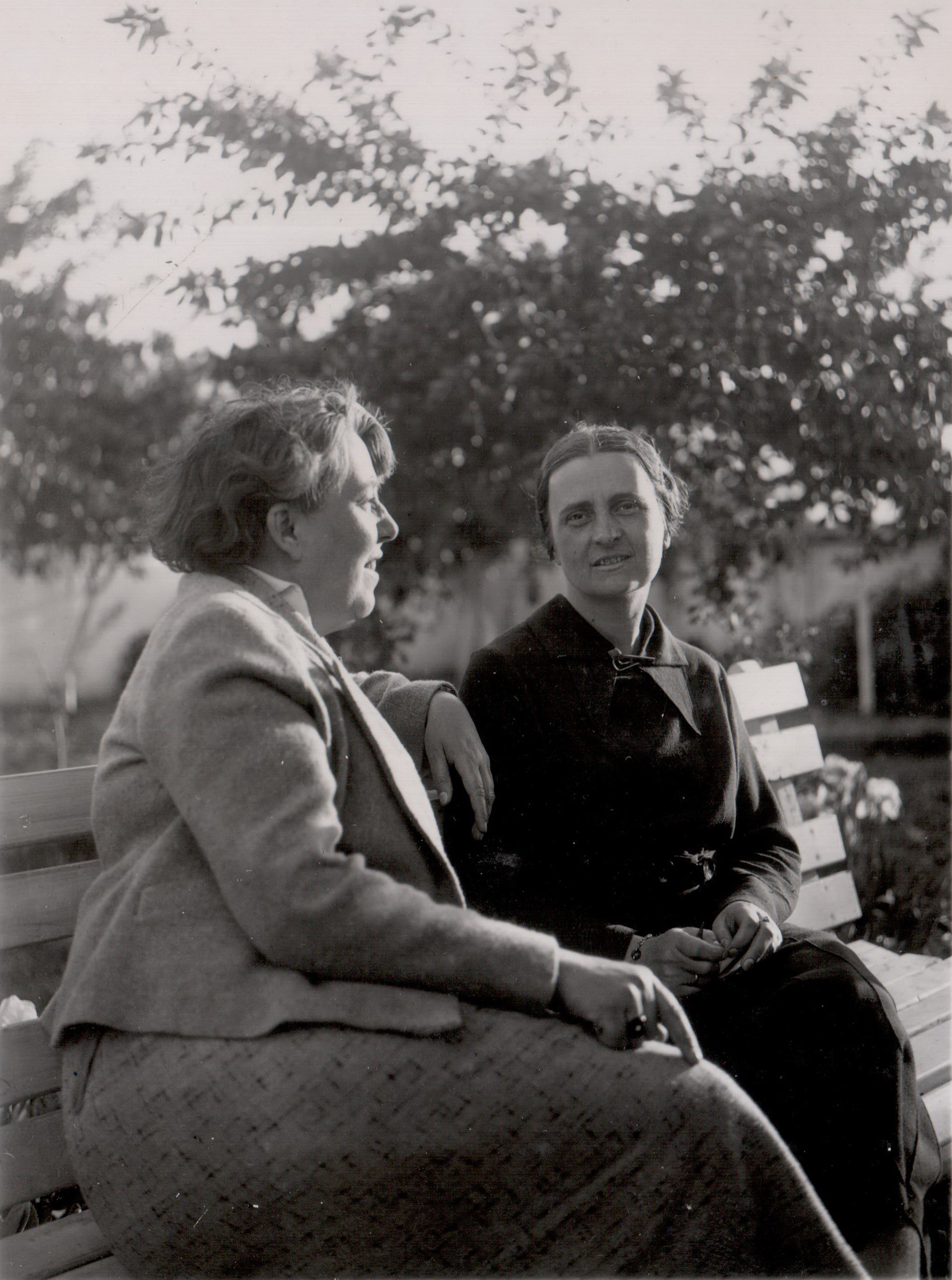
Alwine Wellmann (links) mit Evdokia Obreschkova in Sofia, Bulgarien, 16. Mai 1937

Alwine Wellmann wurde als Tochter eines Schlossers geboren. Nach dem Volksschulabschluss besuchte sie die Handelsschule und absolvierte eine kaufmännische Lehre in der Bilanzbuchhaltung. Im Anschluss arbeitete sie als Buchhalterin in Osnabrück. Sie schloss sich bereits als 16-Jährige den sozialdemokratischen Freien Gewerkschaften an, obwohl dies zu jener Zeit jungen Menschen ihres Alters noch offiziell verboten war. Im Jahre 1917 trat sie der SPD bei, für die sie bereits früh – auch weit über den regionalen Raum hinaus – öffentliche Reden hielt und auch journalistisch (in der sozialdemokratischen Osnabrücker Abendpost sowie in deren Nachfolgezeitung Freie Presse) tätig wurde. Anfang der 1920er Jahre absolvierte sie ein Gesangsstudium in Osnabrück und Berlin. Von 1920 bis 1922 arbeitete sie in Berlin als Buchhalterin im Verlag des Vorwärts und in der Verwaltung der Deutschen Hochschule für Politik, einer Vorgängerin des späteren Otto-Suhr-Instituts.
Im Dezember 1924 rückte Wellmann als Abgeordnete in den Preußischen Landtag nach, dem sie – nach erfolgreicher Wiederwahl – bis zum Ende der dritten Legislaturperiode 1932 angehörte. Im Parlament vertrat sie den Wahlkreis 14 (Weser-Ems). Ihre späteren Kandidaturen bei den Reichstagswahlen in den letzten Jahren der Republik blieben jedoch ohne Erfolg. Des Weiteren war sie als gewählte Stadtverordnete bis 1933 Mitglied des Bürgervorsteherkollegiums der Stadt Osnabrück (dem heutigen Stadtrat). Während ihrer politischen Tätigkeit setzte sie sich vor allem für die Frauenrechte ein.
Wellmann, auch die „Rote Alwine“ genannt, beteiligte sich an antifaschistischen Kundgebungen und trat dort sehr häufig – auch überregional, zuweilen auch international – als vielgefragte Rednerin in Erscheinung. Nach der Machtübernahme der Nationalsozialisten reagierte sie auf deren zunehmenden Einfluss mit aktiver und sehr couragierter Opposition. Mutig trat sie unter anderem innerhalb von öffentlichen Versammlungen der NSDAP auf, um dort offen und trotz aller Widerstände entgegengesetzte Positionen zu vertreten. So verweigerte sie unter anderem im April 1933, anlässlich einer Sitzung der Osnabrücker Stadtverordnetenden namens ihrer Fraktion im Friedenssaal des Rathauses den Hitlergruß zu sprechen. Einen Monat darauf wurde sie für kurze Zeit gemeinsam mit Gleichgesinnten inhaftiert. Sie emigrierte sodann unter der mit schwerer Strafandrohung verbundenen Auflage, nicht wieder politisch tätig zu werden, nach Sofia in Bulgarien und führte dort – unter ständiger Überwachung durch die deutsche Gestapo – ein entbehrungsreiches Leben in Form einer Erteilung privaten Deutschunterrichts. Kurz nach Kriegsbeginn ging sie, nach ihrer von den Nazis betriebenen Ausbürgerung, eine sogenannte Scheinehe mit einem bulgarischen Sozialdemokraten ein, wodurch sie die dortige Staatsangehörigkeit erwarb und einer Abschiebung und Inhaftierung entging.
Im Spätsommer 1948 kehrte Wellmann, deren Ausreise lange Zeit von Verantwortlichen der britischen Armee verzögert worden war, nach Deutschland zurück. Umgehend wurde sie als ehemals politisch Verfolgte anerkannt. In ihrer Geburtsstadt betätigte Wellmann sich erneut politisch für die Sozialdemokraten. Von Februar 1950 bis 1953 wurde sie als Vertrauensperson („Vertrauensmann für die ehemaligen politisch, religiös und rassisch Verfolgten“) in der Wiedergutmachungsstelle der Osnabrücker Regierung angestellt. Diese Funktion wurde allerdings 1953 – zeitgleich mit dem Erstarken konservativer, reaktionärer und ehemals nationalsozialistischer Kräfte in öffentlichen Verwaltungen – gegen Wellmanns erbitterten Widerstand ersatzlos abgeschafft. Bis zu ihrem Ruhestand 1956 verblieben Wellmann im Berufsleben eher politikferne Beschäftigungen in der Bezirksregierung, unter anderem in der Bibliothek der Bezirksregierung, in der man allerdings von einer Entlassung „aufgrund ihrer Verdienste“ Abstand nahm.
Im Mai 2019 wurde ihr zu Ehren auf dem Osnabrücker Johannisfriedhof, ihrer letzten Ruhestätte, eine Informationstafel aufgestellt. Die Osnabrücker SPD ehrt Wellmann, indem sie seit 2020 regelmäßig einen Alwine-Wellmann-Preis vergibt. Letztendlich erinnert im Gewerbegebiet Limberg eine Alwine-Wellmann-Straße an die Sozialdemokratin.